# Obrium bartolozzii
Obrium bartolozzii är en skalbaggsart som beskrevs av Karl Adlbauer 2002. Obrium bartolozzii ingår i släktet Obrium och familjen långhorningar.
Artens utbredningsområde är Kenya. Inga underarter finns listade i Catalogue of Life.